# Motocyklowe Grand Prix Stanów Zjednoczonych 2005
Motocyklowe Grand Prix Stanów Zjednoczonych 2005 – ósma eliminacja Motocyklowych Mistrzostw Świata, rozegrana 8 - 10 lipca 2005 na torze Laguna Seca w Monterey.

## Opis weekendu Grand Prix

### Wyniki MotoGP[2]
| Legenda oznaczeń w tabelach wyników Wyświetl szablon na nowej stronie | Legenda oznaczeń w tabelach wyników Wyświetl szablon na nowej stronie                                                                     |
| Oznaczenie                                                            | Wyjaśnienie |
| --------------------------------------------------------------------- | --- |
| Złoty                                                                 | Zwycięzca lub mistrzostwo |
| Srebrny                                                               | 2. miejsce lub wicemistrzostwo |
| Brązowy                                                               | 3. miejsce lub II wicemistrzostwo |
| Zielony                                                               | Ukończył, punktował (w klasyfikacji generalnej, gdy zdobył co najmniej jeden punkt na przestrzeni sezonu, poza trzema powyższymi opcjami) |
| Niebieski                                                             | Ukończył, nie punktował (w klasyfikacji generalnej, gdy nie zdobył co najmniej jednego punktu na przestrzeni sezonu)                      |
| Czerwony                                                              | Nie zakwalifikował się (NZ) |
| Czerwony                                                              | Nie prekwalifikował się (NPK) |
| Różowy                                                                | Nie ukończył (NU) |
| Różowy                                                                | Niesklasyfikowany (NS) (w klasyfikacji generalnej, gdy nie został sklasyfikowany w żadnym wyścigu sezonu)                                 |
| Czarny                                                                | Zdyskwalifikowany (DK) |
| Czarny                                                                | Wykluczony (WYK/EX) |
| Biały                                                                 | Nie wystartował (NW) |
| Biały                                                                 | Kontuzjowany (K/INJ) |
| Biały                                                                 | Wyścig odwołany (OD/C) |
| Bez koloru                                                            | Został wycofany (WYC/WD) |
| Bez koloru                                                            | Nie przybył (NP/DNA) |
| Bez koloru                                                            | Nie brał udziału w treningach (NT/DNP) |
| Bez koloru                                                            | Nie został zgłoszony (–) |
| Pogrubienie                                                           | Start z pole position |
| Kursywa                                                               | Najszybsze okrążenie wyścigu |
| †                                                                     | Nie ukończył, ale jego rezultat został zaliczony ze względu na przejechanie więcej niż 90% dystansu wyścigu.                              |
| *                                                                     | Sezon w trakcie |
| 1/2/3                                                                 | Punktowana pozycja w sprincie kwalifikacyjnym                                                                                             |
| Lista systemów punktacji Formuły 1                                    | |

#### Wyścig[3]
| Pozycja | Motocyklista      | Motocykl | Czas / Strata | Start | Punkty |
| ------- | ----------------- | -------- | ------------- | ----- | ------ |
| 1       | Nicky Hayden      | Honda    | 45:15.374     | 1     | 25     |
| 2       | Colin Edwards     | Yamaha   | +1.941        | 5     | 20     |
| 3       | Valentino Rossi   | Yamaha   | +2.312        | 2     | 16     |
| 4       | Max Biaggi        | Honda    | +4.216        | 7     | 13     |
| 5       | Sete Gibernau     | Honda    | +4.478        | 13    | 11     |
| 6       | Troy Bayliss      | Honda    | +22.381       | 4     | 10     |
| 7       | Makoto Tamada     | Honda    | +22.493       | 9     | 9      |
| 8       | John Hopkins      | Suzuki   | +23.148       | 6     | 8      |
| 9       | Shinya Nakano     | Kawasaki | +23.625       | 10    | 7      |
| 10      | Loris Capirossi   | Ducati   | +26.123       | 14    | 6      |
| 11      | Rubén Xaus        | Yamaha   | +43.512       | 16    | 5      |
| 12      | Alex Hofmann      | Kawasaki | +50.957       | 15    | 4      |
| 13      | Toni Elías        | Yamaha   | +51.343       | 17    | 3      |
| 14      | Kenny Roberts Jr. | Suzuki   | +1:13.749     | 12    | 2      |
| 15      | Shane Byrne       | Proton   | +1:24.256     | 19    | 1      |
| 16      | James Ellison     | Blata    | +1:24.524     | 20    |        |
| 17      | Franco Battaini   | Blata    | +1 okr.       | 21    |        |
| NS      | Roberto Rolfo     | Ducati   | NS            | 18    |        |
| NS      | Carlos Checa      | Ducati   | NS            | 8     |        |
| NS      | Marco Melandri    | Honda    | NS            | 11    |        |
| NS      | Alex Barros       | Honda    | NS            | 3     |        |

#### Najszybsze okrążenie[4]
| Nr | Motocyklista  | Konstruktor | Czas     |
| -- | ------------- | ----------- | -------- |
| 5  | Colin Edwards | Yamaha      | 1:23,915 |